# Donald Holmquest
Donald Lee Holmquest (Dallas, Texas, 7 de abril de 1939) é um médico, engenheiro elétrico norte-americano e ex-astronauta da NASA. Ele foi o CEO da California Regional Health Information Organization (RHIO).